# Тактикон Икономидиса
Эскориальский Тактикон (также известный как Тактикон Икономидиса в честь первого редактора Николая Икономидиса) — список византийских должностей, достоинств и титулов, составленный в Константинополе в 970-е годы (971—975 гг. или 975—979 гг.). Список содержит, среди многих записей, имена полководцев (стратигов) восточной границы Византийской империи во время войн с арабами, а также ряд судебных должностей.